# Адміністративний устрій Радомишльського району
Адміністративний устрій Радомишльського району — поділ району на міську, селищну та 2 сільські територіальні громади і 4 сільські ради, які об'єднують 83 населені пункти та підпорядковані Радомишльській районній раді. Адміністративний центр — місто Радомишль.

## Сучасний устрій

### Список громад
| № | Назва                        | Центр        | Населені пункти | Площа км² | Місце за площею | Населення (2001), осіб | Місце за населенням |
| - | ---------------------------- | ------------ | --- | --------- | --------------- | ---------------------- | ------------------- |
| 1 | Вишевицька сільська громада  | с. Вишевичі  | с. Веприн с. Вирва с. Вишевичі с. Ірша с. Межирічка |           |                 | 3919                   |                     |
| 2 | Городоцька селищна громада   | смт Городок  | смт Біла Криниця смт Городок с. Осів |           |                 |                        |                     |
| 3 | Потіївська сільська громада  | с. Потіївка  | с. Буглаки с. Будилівка с. Вихля с. Вівче с. Гришківка с. Гута-Потіївка с. Дітинець с. Дорогунь с. Дубовик с. Заміри с. Заньки с. Клен с. Мирне с. Моделів с. Морогівка с. Нова Буда с. Нова Мар'янівка с. Новосілка с. Облітки с. Потіївка с. Прибуток с. Стара Буда с. Стара Гребля с. Теклянівка |           |                 | 3618                   |                     |
| 4 | Радомишльська міська громада | м. Радомишль | с. Березці с. Бистріївка с. Білка с. Борщів с. Брід с. Велика Рача с. Верлок с. Глиниця с. Глухів Другий с. Глухів Перший с. Городчин с. Журавлинка с. Заболоть с. Кайтанівка с. Кичкирі с. Котівка с. Краснобірка с. Красносілка с. Кримок с. Лутівка с. Мала Рача с. Мар'янівка с. Меделівка с. Меньківка с. Мірча с. Негребівка с. Нова Юрівка с. Осички с. Переміжжя с. Пилиповичі м. Радомишль с. Раївка с. Раковичі с. Рудня-Городецька с. Русанівка с. Спірне с. Ставки с. Таборище с. Товсте с. Філонівка с. Ходори с. Хомівка с. Чудин |           |                 |                        |                     |

### Список рад
| № | Назва                      | Центр         | Населені пункти                       | Площа км² | Місце за площею | Населення (2001), осіб | Місце за населенням |
| - | -------------------------- | ------------- | ------------------------------------- | --------- | --------------- | ---------------------- | ------------------- |
| 1 | Забілоцька сільська рада   | с. Забілоччя  | с. Гута-Забілоцька с. Забілоччя       |           |                 |                        |                     |
| 2 | Кочерівська сільська рада  | с. Кочерів    | с. Кочерів с. Поташня с. Став-Слобода |           |                 |                        |                     |
| 3 | Макалевицька сільська рада | с. Макалевичі | с. Макалевичі с. Садки                |           |                 |                        |                     |
| 4 | Чайківська сільська рада   | с. Чайківка   | с. Чайківка                           |           |                 |                        |                     |

## Перелік рад до початку реформи (2015 року)
Адміністративно-територіально Радомишльський район Житомирської області до початку адміністративної реформи 2015 року поділявся на 1 міську, 2 селищні і 28 сільських рад, які об'єднували 83 населені пункти.
| №  | Назва                         | Центр            | Населені пункти                                                                       | Площа км² | Місце за площею | Населення (2001), чол. | Місце за населенням |
| -- | ----------------------------- | ---------------- | ------------------------------------------------------------------------------------- | --------- | --------------- | ---------------------- | ------------------- |
| 1  | Радомишльська міська рада     | м. Радомишль     | м. Радомишль с. Глухів Перший                                                         |           |                 |                        |                     |
| 2  | Білокриницька селищна рада    | смт Біла Криниця | смт Біла Криниця с. Осів                                                              |           |                 |                        |                     |
| 3  | Городоцька селищна рада       | смт Городок      | смт Городок                                                                           |           |                 |                        |                     |
| 4  | Борщівська сільська рада      | с. Борщів        | с. Борщів                                                                             |           |                 |                        |                     |
| 5  | Великорачанська сільська рада | с. Велика Рача   | с. Велика Рача с. Мала Рача с. Чудин                                                  |           |                 |                        |                     |
| 6  | Вепринська сільська рада      | с. Веприн        | с. Веприн                                                                             |           |                 |                        |                     |
| 7  | Верлоцька сільська рада       | с. Верлок        | с. Верлок с. Бистріївка                                                               |           |                 |                        |                     |
| 8  | Вишевицька сільська рада      | с. Вишевичі      | с. Вишевичі                                                                           |           |                 |                        |                     |
| 9  | Гуто-Потіївська сільська рада | с. Гута-Потіївка | с. Гута-Потіївка с. Вихля с. Заміри с. Клен с. Мирне с. Нова Мар'янівка с. Стара Буда |           |                 |                        |                     |
| 10 | Забілоцька сільська рада      | с. Забілоччя     | с. Забілоччя с. Гута-Забілоцька                                                       |           |                 |                        |                     |
| 11 | Заболотська сільська рада     | с. Заболоть      | с. Заболоть                                                                           |           |                 |                        |                     |
| 12 | Заньківська сільська рада     | с. Заньки        | с. Заньки с. Гришківка с. Дорогунь с. Дубовик с. Прибуток с. Теклянівка               |           |                 |                        |                     |
| 13 | Іршанська сільська рада       | с. Ірша          | с. Ірша с. Вирва                                                                      |           |                 |                        |                     |
| 14 | Кичкирівська сільська рада    | с. Кичкирі       | с. Кичкирі с. Брід с. Глиниця с. Нова Юрівка                                          |           |                 |                        |                     |
| 15 | Котівська сільська рада       | с. Котівка       | с. Котівка с. Філонівка                                                               |           |                 |                        |                     |
| 16 | Кочерівська сільська рада     | с. Кочерів       | с. Кочерів с. Поташня с. Став-Слобода                                                 |           |                 |                        |                     |
| 17 | Краснобірська сільська рада   | с. Краснобірка   | с. Краснобірка с. Красносілка                                                         |           |                 |                        |                     |
| 18 | Кримоцька сільська рада       | с. Кримок        | с. Кримок с. Білка с. Спірне с. Таборище с. Хомівка                                   |           |                 |                        |                     |
| 19 | Ленінська сільська рада       | с. Ставки        | с. Ставки с. Мар'янівка с. Рудня-Городецька                                           |           |                 |                        |                     |
| 20 | Лутівська сільська рада       | с. Лутівка       | с. Лутівка с. Березці с. Глухів Другий                                                |           |                 |                        |                     |
| 21 | Макалевицька сільська рада    | с. Макалевичі    | с. Макалевичі с. Садки                                                                |           |                 |                        |                     |
| 22 | Межиріцька сільська рада      | с. Межирічка     | с. Межирічка                                                                          |           |                 |                        |                     |
| 23 | Меньківська сільська рада     | с. Меньківка     | с. Меньківка с. Городчин с. Ходори                                                    |           |                 |                        |                     |
| 24 | Мірчанська сільська рада      | с. Мірча         | с. Мірча с. Меделівка                                                                 |           |                 |                        |                     |
| 25 | Новобудська сільська рада     | с. Нова Буда     | с. Нова Буда с. Буглаки с. Будилівка с. Новосілка                                     |           |                 |                        |                     |
| 26 | Облітківська сільська рада    | с. Облітки       | с. Облітки с. Вівче с. Дітинець с. Морогівка с. Стара Гребля                          |           |                 |                        |                     |
| 27 | Осичківська сільська рада     | с. Осички        | с. Осички с. Русанівка                                                                |           |                 |                        |                     |
| 28 | Пилиповицька сільська рада    | с. Пилиповичі    | с. Пилиповичі с. Журавлинка с. Кайтанівка с. Переміжжя                                |           |                 |                        |                     |
| 29 | Потіївська сільська рада      | с. Потіївка      | с. Потіївка с. Моделів                                                                |           |                 |                        |                     |
| 30 | Раковицька сільська рада      | с. Раковичі      | с. Раковичі с. Негребівка с. Раївка с. Товсте                                         |           |                 |                        |                     |
| 31 | Чайківська сільська рада      | с. Чайківка      | с. Чайківка                                                                           |           |                 |                        |                     |

* Примітки: м. — місто, смт — селище міського типу, с. — село

## Історія
Утворений 7 березня 1923 року в складі Малинської округи Київської губернії з Велико-Рачівської, Вепринської, Краснобірської, Кримоцької, Меделівської, Межиріцької, Мірчанської сільських рад Вишевицької волості та Березецької, Борщівської, Верлооківської, Кичкирівської, Лутівської, Мало-Рачівської, Мінінської, Папірнянської, Ставківської, Юрівської сільських рад Кичкирівської волості Радомисльського повіту. 13 березня 1925 року до складу району приєднано Білківську, Забілоцьку, Комарівську, Кочерівську, Негребівську, Раковицьку, Раївську, Поташнянську сільські ради ліквідованого Ставищенського району та Заболотянську, Котівську, Пилиповицьку сільські ради Потіївського району. 31 грудня 1932 року в складі району відновлено Глиницьку сільську раду. 17 лютого 1935 року Комарівську сільську раду було передано до складу Макарівського району.
В 1941-43 роках територія району входила до складу гебітскомісаріату Радомишль Генеральної округи Житомир. Було утворено Глухівську Першу, Глухівську Другу, Кайтанівську, Папірнянську, Переміжнинську, Філонівську, Хомівську та Чудинську сільські управи.
11 червня 1954 року ліквідовано Березцівську, Глиницьку, Краснобірську, Кримоцьку, Меделівську, Мінінську, Негребівську, Поташнянську, Став-Слобідську, Раївську, Ходорівську та Юрівську сільські ради. 21 січня 1959 року до складу району було включено Вихлянську, Гуто-Потіївську, Заньківську, Меньківську, Новобудську, Іванівську, Облітківську, Осичківську, Потіївська, Торчинську та Чайківську сільські ради розформованого Потіївського району. 5 березня 1959 року ліквідовано Гуто-Забілоцьку, Новобудську та Котівську сільські ради.
30 грудня 1962 року район ліквідовано, територію, за винятком Торчинської сільської ради (відійшла до Черняхівського району), приєднано до Малинського району. 4 січня 1965 року район відновлено з Радомишльською міською, Білокриницькою селищною, Білківською, Борщівською, Великорачанською, Верлоцькою, Вихлянською, Вишевицькою, Гуто-Потіївською, Забілоцькою, Заболотською, Заньківською, Кичкирівською, Кочерівською, Ленінською, Лутівською, Межиріцькою, Меньківською, Мірчанською, Облітківською, Осичківською, Пилиповицькою, Потіївською, Раковицькою, Чайківською сільськими радами Малинського району та Торчинською сільською радою Коростишівського району у складі. 5 лютого 1965 Торчинську сільську раду повернено до складу Коростишівського району, 5 липня 1965 року ліквідовано Межиріцьку сільську раду. 29 травня 1967 року до складу району було включено Макалевицьку сільську раду Малинського району. 19 березня 1973 року відновлено Облітківську сільську раду, 7 квітня 1980 року об'єднано Старобудську та Гуто-Потіївську сільські ради. 1 червня 1985 року відновлено Кримоцьку та ліквідовано Білківську сільські ради.
26 червня 1992 року в складі району утворено Іршанську сільську раду.
16 серпня 2012 року в складі району утворено Городоцьку селищну раду.
До початку адміністративно-територіальної реформи в Україні (станом на початок 2015 року) до складу району входили міська, 2 селищні та 28 сільських рад.
7 березня 2015 року в складі району утворено Вишевицьку сільську територіальну громаду, до складу котрої увійшли та 23 листопада 2015 року були ліквідовані Вепринська, Вишевицька, Іршанська та Межиріцька сільські ради Радомишльського району.
14 серпня 2015 року в складі району утворено Потіївську сільську територіальну громаду, до складу котрої увійшли та 24 листопада 2015 року припинили існування Гуто-Потіївська, Заньківська, Новобудська, Облітківська та Потіївська сільські ради Радомишльського району.
16 травня 2017 року в складі району утворено Радомишльську міську територіальну громаду, до складу котрої увійшли та 7 грудня 2017 року були зняті з обліку Радомишльська міська та Борщівська, Великорачанська, Верлоцька, Заболотська, Кичкирівська, Котівська, Краснобірська, Кримоцька, Лутівська, Меньківська, Мірчанська, Осичківська, Пилиповицька, Раковецька, Ставецька сільські ради Радомишльського району.
18 грудня 2019 року в складі району утворилась Городоцька селищна територіальна громада, внаслідок чого були ліквідовані Білокриницька та Городоцька селищні ради Радомишльського району, котрі увійшли до її складу.
На час ліквідації району, відповідно до Постанови Верховної Ради України від 17 липня 2020 року, до його складу входили міська, селищна та 2 сільські об'єднані територіальні громади і 4 сільські ради.